# Панарин, Анатолий Иванович
Анатолий Иванович Панарин (род. 30 ноября 1939, село Каралык, Большеглушицкий район, Куйбышевская область) — советский хозяйственный и государственный деятель, комбайнер, звеньевой бригады комбайнеров совхоза им. М. В. Фрунзе, механик, заведующий автогаражом совхоза им. Фрунзе, Герой Социалистического Труда.

## Биография
Анатолий Иванович Панарин родился 30 ноября 1939 года в селе Каралык, Большеглушицкого района, Куйбышевской области в семье рабочего и швеи.
Член КПСС.
Окончил Рождественский сельскохозяйственный техникум.
В 1953—1958 годах — прицепщик, штурвальный комбайна, токарь МТС.
В 1958—1961 годах — военнослужащий Советской Армии на Семипалатинском полигоне.
В 1961—1992 годах — водитель, слесарь автогаража, комбайнер, звеньевой механизированного звена совхоза имени Фрунзе Большеглушицкого района Куйбышевской области.
В 1992—1999 годах — заведующий автогаражом сельскохозяйственного предприятия имени Фрунзе.
Указом Президиума Верховного Совета СССР от 23 декабря 1976 года присвоено звание Героя Социалистического Труда с вручением ордена Ленина и золотой медали «Серп и Молот».
Делегат XXVI съезда КПСС.
Живёт в Самаре.

## Награды и звания
- Герой Социалистического Труда (23.12.1976)
- Два ордена Ленина (07.12.1973, 23.12.1976)
- Орден Трудового Красного Знамени (1981)